# Sirenum Fossae
Le Sirenum Fossae sono una struttura geologica della superficie di Marte.